# Història de l'enginyeria del programari

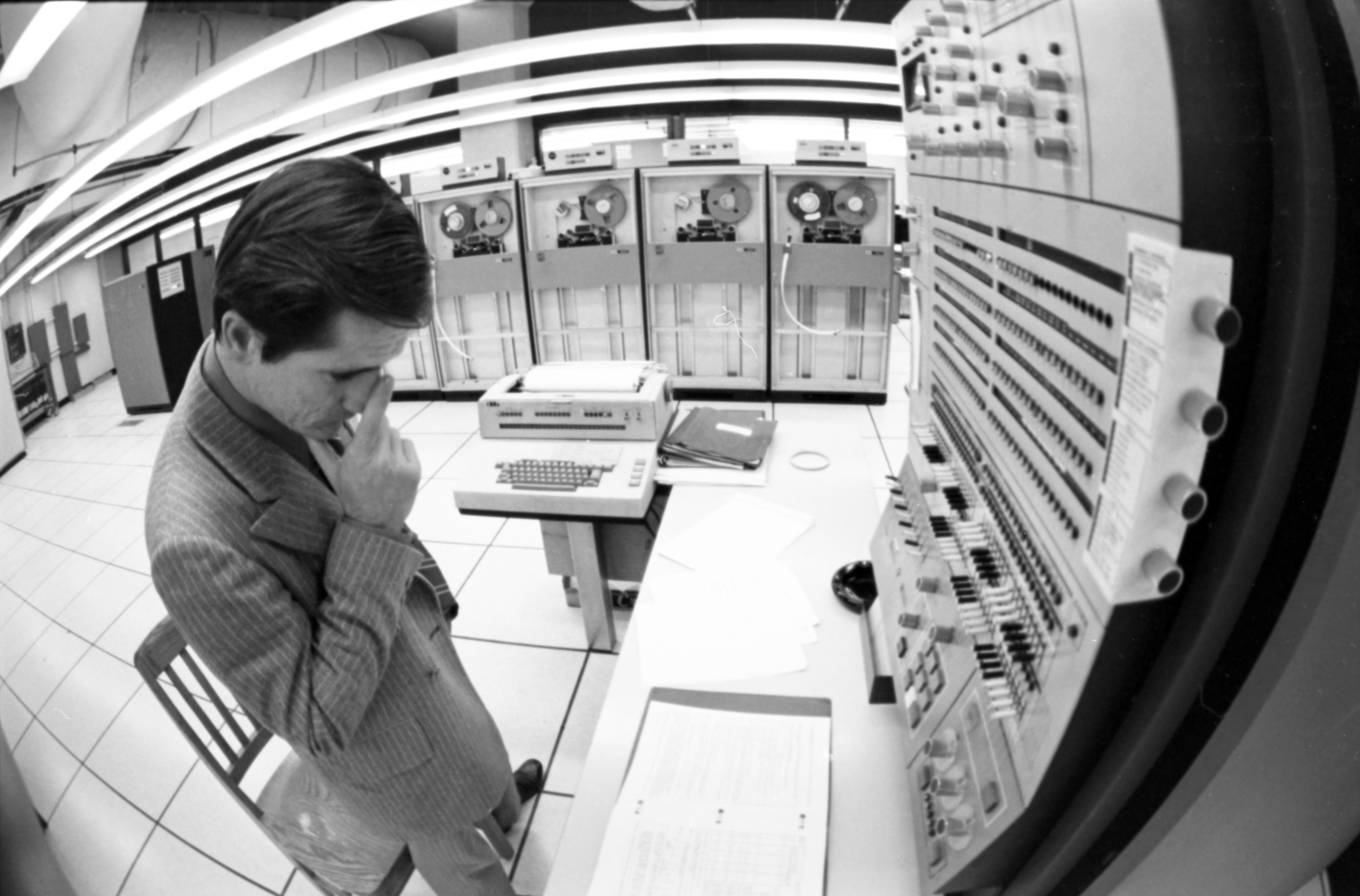
IBM 360 mainframe

La història de l'enginyeria de programari comença al voltant de la dècada de 1960. El programari d'escriptura s'ha convertit en una professió que s'ocupa de com maximitzar la qualitat del programari i de com crear-lo.
La qualitat pot referir-se a com de mantenible és el programari, a la seva estabilitat, velocitat, usabilitat, testabilitat, llegibilitat, mida, cost, seguretat i nombre de defectes o "bugs", així com a qualitats menys mesurables com l'elegància, la concisió i la satisfacció del client, entre molts altres atributs.
La millor manera de crear programari d'alta qualitat és un problema independent i controvertit que cobreix els principis de disseny de programari, les anomenades "millors pràctiques" per escriure codi, així com temes de gestió més amplis com la mida òptima de l'equip, el procés, la millor manera de lliurar el programari a temps i el més ràpid possible, la "cultura" del lloc de treball, les pràctiques de contractació, etc.
Tot això cau sota l'àmplia rúbrica de l'enginyeria de programari.

## Resum
L'evolució de l'enginyeria de programari és notable en una sèrie d'àrees:
- Emergència com a professió: A principis de la dècada de 1980 l'enginyeria de programari ja havia sorgit com una professió[1]de bona fe, per estar al costat de la informàtica i l'enginyeria tradicional.
- Paper de les dones: Abans de 1970 els homes que omplien els rols d'enginyeria de maquinari més prestigiosos i millor pagats sovint delegaven l'escriptura de programari a les dones, i llegendes com Grace Hopper o Margaret Hamilton van omplir molts treballs de programació d'ordinadors.

Avui dia, menys dones treballen en enginyeria de programari que en altres professions, una situació la causa de la qual no està clarament identificada. Moltes organitzacions acadèmiques i professionals consideren aquesta situació desequilibrada i intenten resoldre-la.
- Processos: Els processos s'han convertit en una gran part de l'enginyeria de programari. Se'ls aplaudeix pel seu potencial per millorar el programari, però se'ls critica durament pel seu potencial per restringir els programadors.
- Cost del hardware: El cost relatiu del software enfront del hardware ha canviat substancialment en els últims 50 anys. Quan els mainframes eren cars i requerien grans personal de suport, les poques organitzacions que els compraven també tenien els recursos per finançar grans i costosos projectes d'enginyeria de programari a mida. Els ordinadors són ara molt més nombrosos i molt més potents, la qual cosa té diversos efectes sobre el programari. El mercat més gran pot donar suport a grans projectes per crear commercial off the shelf, com ho fan empreses com Microsoft. Les màquines barates permeten a cada programador tenir un terminal capaç d'una compilació bastant ràpida. Els programes en qüestió poden utilitzar tècniques com la recollida d'escombraries, que els fan més fàcils i ràpids d'escriure per al programador. D'altra banda, moltes menys organitzacions estan interessades a emprar programadors per a grans projectes de programari personalitzat, en comptes d'utilitzar commercial off the shelf tant com sigui possible.

## Figures importants en la historia de l'enginyeria del programari
- Charles Bachman (1924-2017) és particularment conegut pel seu treball en l'àrea de bases de dades.
- László Bélády (1928–2021) l'editor en cap de les Transaccions IEEE sobre Enginyeria de Software en la dècada de 1980.
- Fred Brooks (nascut el 1931) més conegut per gestionar el desenvolupament de l'OS/360.
- Peter Chen (nascut el 1947) conegut pel desenvolupament del modelatge d'entitat-relació.
- Edsger W. Dijkstra (1930–2002) va desenvolupar el marc per a una forma de programació estructurada.
- David Parnas (nascut el 1941) va desenvolupar el concepte d'informació amagada en programació modular.
- Michael A. Jackson (nascut el 1936) metodòleg d'enginyeria de programari responsable del mètode JSP de disseny de programes; el mètode JSD de desenvolupament de sistemes (amb John Cameron); i l'enfocament de Problem Frames per analitzar i estructurar problemes de desenvolupament de programari.
- Richard Stallman, va crear les utilitats del sistema GNU i va defensar el programari lliure.